# Tinnea
Tinnea is een geslacht uit de lipbloemenfamilie (Lamiaceae). De soorten komen voor in Sub-Saharaans Afrika.

## Soorten
- Tinnea aethiopica Kotschy ex Hook.f.
- Tinnea antiscorbutica Welw.
- Tinnea apiculata Robyns & Lebrun
- Tinnea barbata Vollesen
- Tinnea barteri Gürke
- Tinnea benguellensis Gürke
- Tinnea coerulea Gürke
- Tinnea eriocalyx Welw.
- Tinnea galpinii Briq.
- Tinnea gossweileri Robyns & Lebrun
- Tinnea gracilis Gürke
- Tinnea mirabilis (Bullock) Vollesen
- Tinnea physalis E.A.Bruce
- Tinnea platyphylla Briq.
- Tinnea rhodesiana S.Moore
- Tinnea somalensis Gürke ex Chiov.
- Tinnea vesiculosa Gürke
- Tinnea vestita Baker
- Tinnea zambesiaca Baker

... · 
Ajuga (Zenegroen) · 
Anisomeles · 
Ballota (Ballote) · 
Basilicum · 
Cleonia · 
Clinopodium (Steentijm) · 
Dasymalla · 
Galeopsis (Hennepnetel) · 
Glechoma · 
Haplostachys · 
Hemiandra · 
Hyssopus · 
Lagochilus · 
Lamiastrum · 
Lamium (Dovenetel) · 
Lavandula (Lavendel) · 
Leonurus · 
Lycopus · 
Marrubium · 
Melissa (Melisse) · 
Mentha (Munt) · 
Nepeta (Kattenkruid) · 
Ocimum (Basilicum) · 
Origanum (Marjolein) · 
Perovskia · 
Phlomis · 
Prunella (Brunel) · 
Renschia · 
Rosmarinus · 
Salvia (Salie) · 
Satureja (Bonenkruid) · 
Scutellaria (Glidkruid) · 
Stachys (Andoorn) · 
Teucrium (Gamander) · 
Thymus (Tijm) · 
Vitex · 
Westringia · 
...